# حقة (مقاطعة دهغلان)
حقة (بالفارسية: حقه) هي قرية تقع في قسم ايلان الشمالي الريفي (مقاطعة دهغلان) في إيران. يقدر عدد سكانها بـ 102 نسمة .